# Westmore
Westmore es un pueblo ubicado en el condado de Orleans en el estado estadounidense de Vermont. En el año 2010 tenía una población de 350 habitantes y una densidad poblacional de 3.6 personas por km².

## Geografía
Westmore se encuentra ubicado en las coordenadas 44°45′25″N 72°1′34″O / 44.75694, -72.02611.

## Demografía
Según la Oficina del Censo en 2000 los ingresos medios por hogar en la localidad eran de $27,375 y los ingresos medios por familia eran $38,333. Los hombres tenían unos ingresos medios de $26,875 frente a los $18,958 para las mujeres. La renta per cápita para la localidad era de $14,522. Alrededor del 14.6% de la población estaban por debajo del umbral de pobreza.